# كوندوتييرو
الكوندوتييرو (بالإيطالية Condottiero) هو زعيم المرتزقة، وقد استخدمتهم المدن إيطالية منذ أواخر العصور الوسطى حتى منتصف القرن السادس عشر.
والكوندوتييرو سيد إقطاعية ومدينة، أو جندي مـُغتني، يجمع ميليشيا تابعة له، وله عليها سيطرة مُطلقة، ويُبرم وحده الإتفاقات مع الدول التي تطلبه. تكونت بين القرن الخامس عشر والقرن السادس عشر مدارس حرب حقيقية وصلت لدرجات متقدمة في الفن العسكري استراتيجياً وتكتيكياً.
يرجع أصل الكوندوتييرو إلى الحروب والانقلابات في القرن الرابع عشر، خصوصا في توسكانا، إميليا رومانيا، وفينيتو وأومبريا، من النزاعات الاهلية والغيرة بين الامراء وبين الجمهوريات الإيطالية، وجعلت من الممكن تشكيل حملات يكون على رأسها الكوندوتييريون. من أشهر الكوندوتيرات الأيطاليين ألفونسو دا فالوس وكويدوبالدو دا مونتيفيلترو.